# AfA-Siedlung Bremen

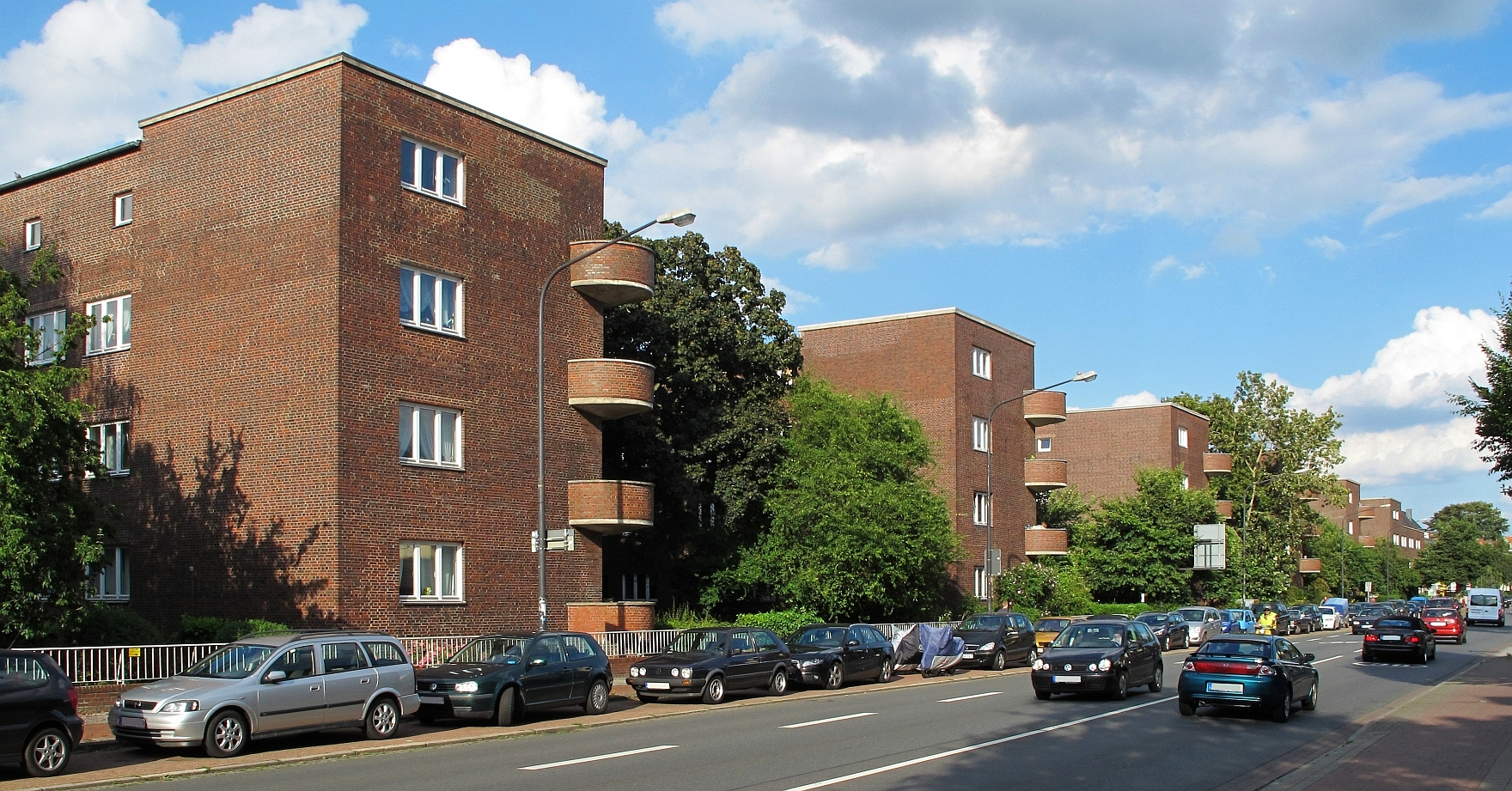
Wohnanlage AfA-Siedlung (Blick entlang Bismarckstraße, 2014)

Die AfA-Siedlung, eine Wohnanlage in Bremen-Östliche Vorstadt, gehört zu den bedeutenden Bremer Bauwerken. 
Die Gebäude stehen seit 1980 unter Bremischen Denkmalschutz.

## Geschichte und Gebäude
Die AfA-Siedlung, Bismarckstraße 108–126, Manteuffelstraße 11–39 und Sankt-Jürgen-Straße 154–158, entstand als Wohnsiedlung mit 230 Wohnungen von 1929 bis 1930 nach Plänen der Architekten Willy Berg und Max Paasche. Bauherr war die dafür gegründete AfA-Wohnbaugesellschaft Bremen von der Gewerkschaft Allgemeiner freier Angestelltenbund (AfA), die mit der Deutschen Wohnungsfürsorge AG (DEWOG) in Berlin zusammenarbeitete.
Die kubischen, drei- und viergeschossigen Wohnhäuser mit ihren Klinkerfassaden, den Flachdächern, den umlaufende Rundbalkonen oder den Loggien und den dreiteiligen Fenstern prägen den Baustil der Moderne der 1920er Jahre, nach der Devise dieser Zeit: „Licht, Luft und Sonne“. Die zur Straße teilweise senkrechte Aufstellung der Häuserzeilen ist in Bremen ein erstes Beispiel dieser Bauart gegenüber der traditionellen straßenbegleitenden Bauweise. Eine Zentralheizung oder Waschküchen mit Waschmaschinen bieten zusätzlichen Komfort für die Wohnungen für Arbeiter und Angestellte. Die moderne Architektur ruft Kritik und Proteste der Traditionalisten hervor: Diese „stilwidrigen“ Bauten mit ihren „befremdenden Flachdächern“ störe den „ruhigen vornehmen Charakter der Wohngegend“.
Die vom Einsturz bedrohten prägenden Rundbalkone sollten 1980 abgerissen werden. Daraufhin wurde die Anlage 1980 unter Denkmalschutz gestellt und die sanierten Balkone blieben erhalten.

## Bildergalerie

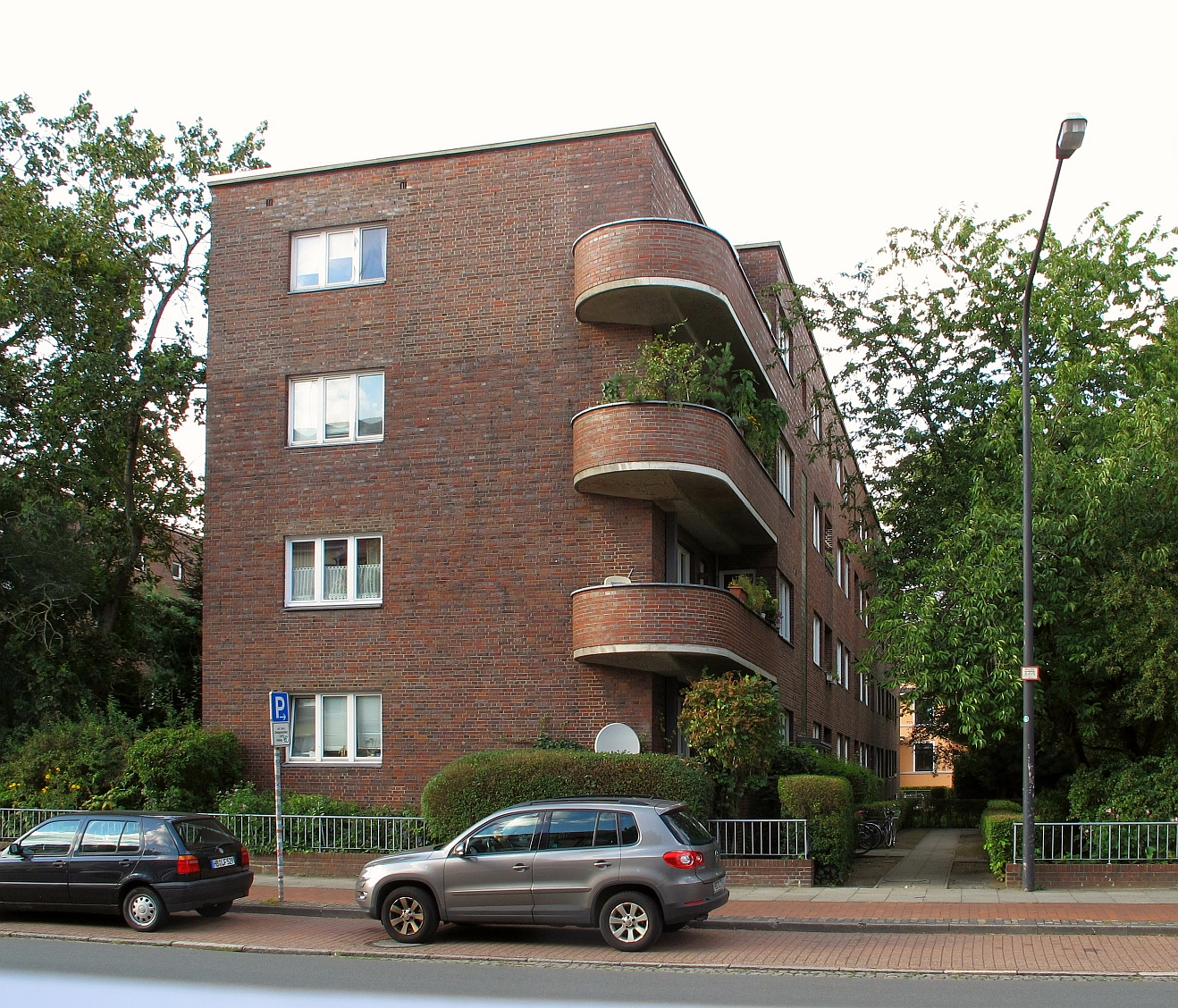
Gebäudefront an der Bismarckstraße
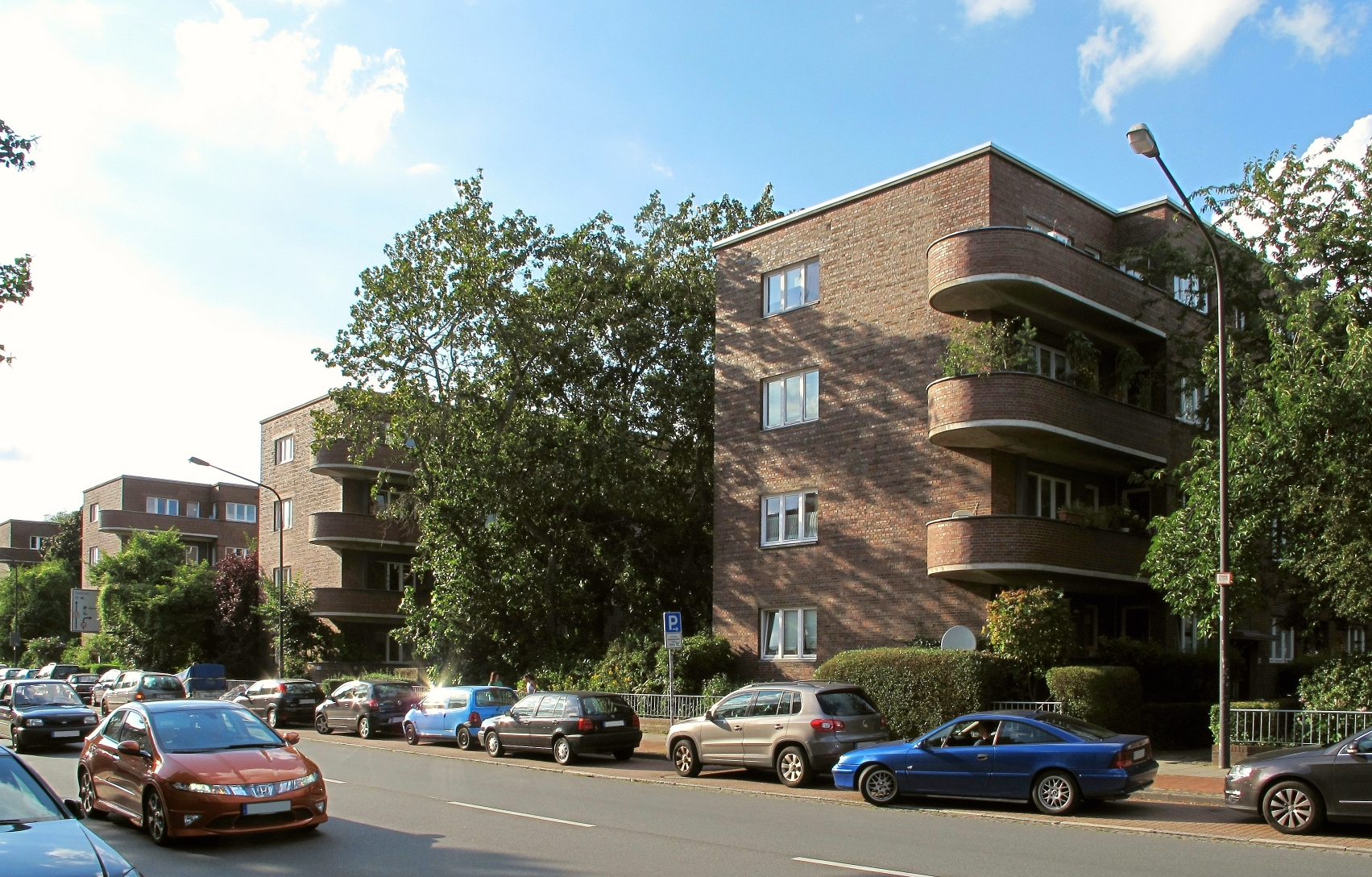
Blick entlang Bismarckstraße
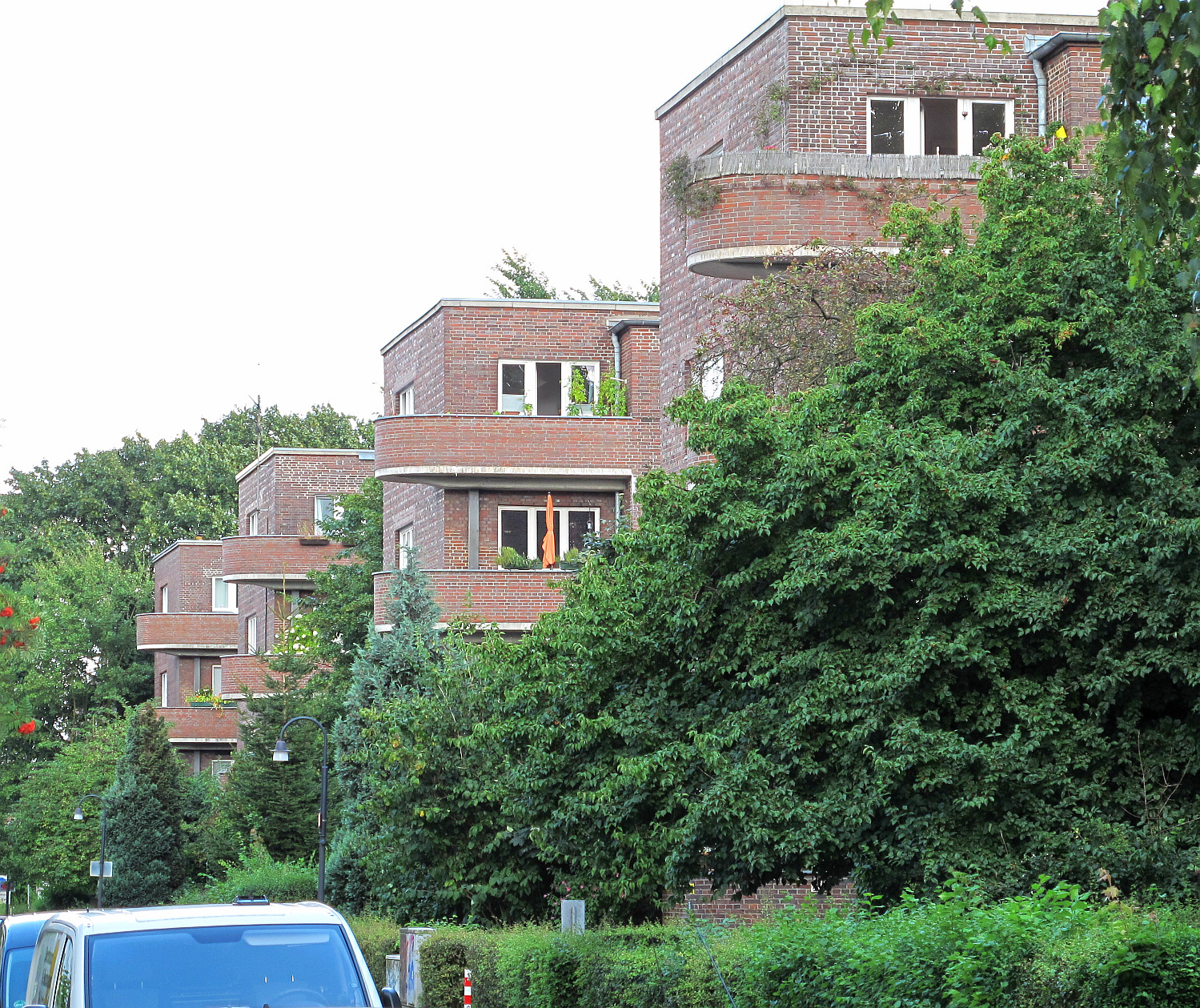
Blick entlang Manteuffelstraße
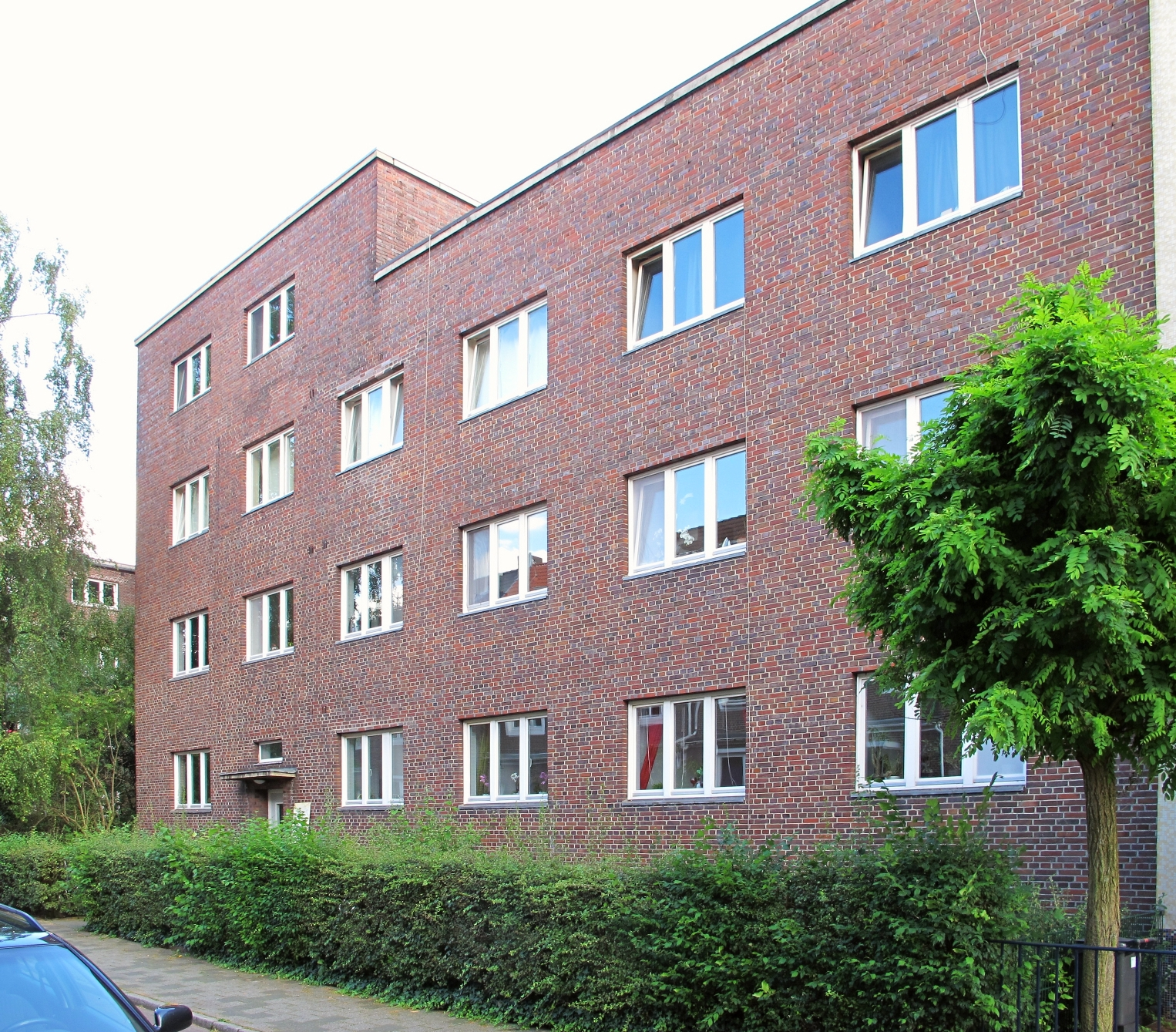
Gebäude Manteuffelstraße 11
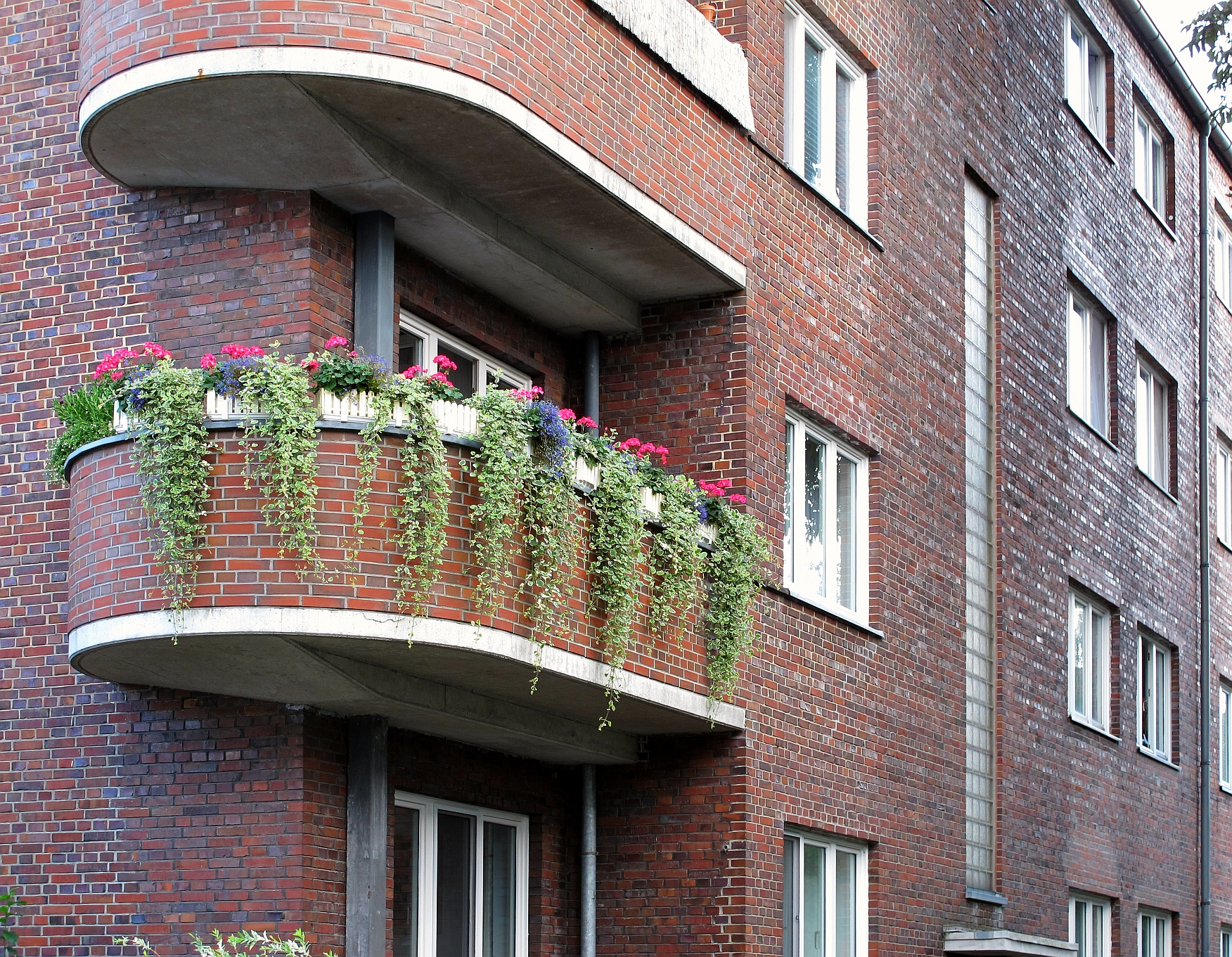
Detailaufnahme Rundbalkone
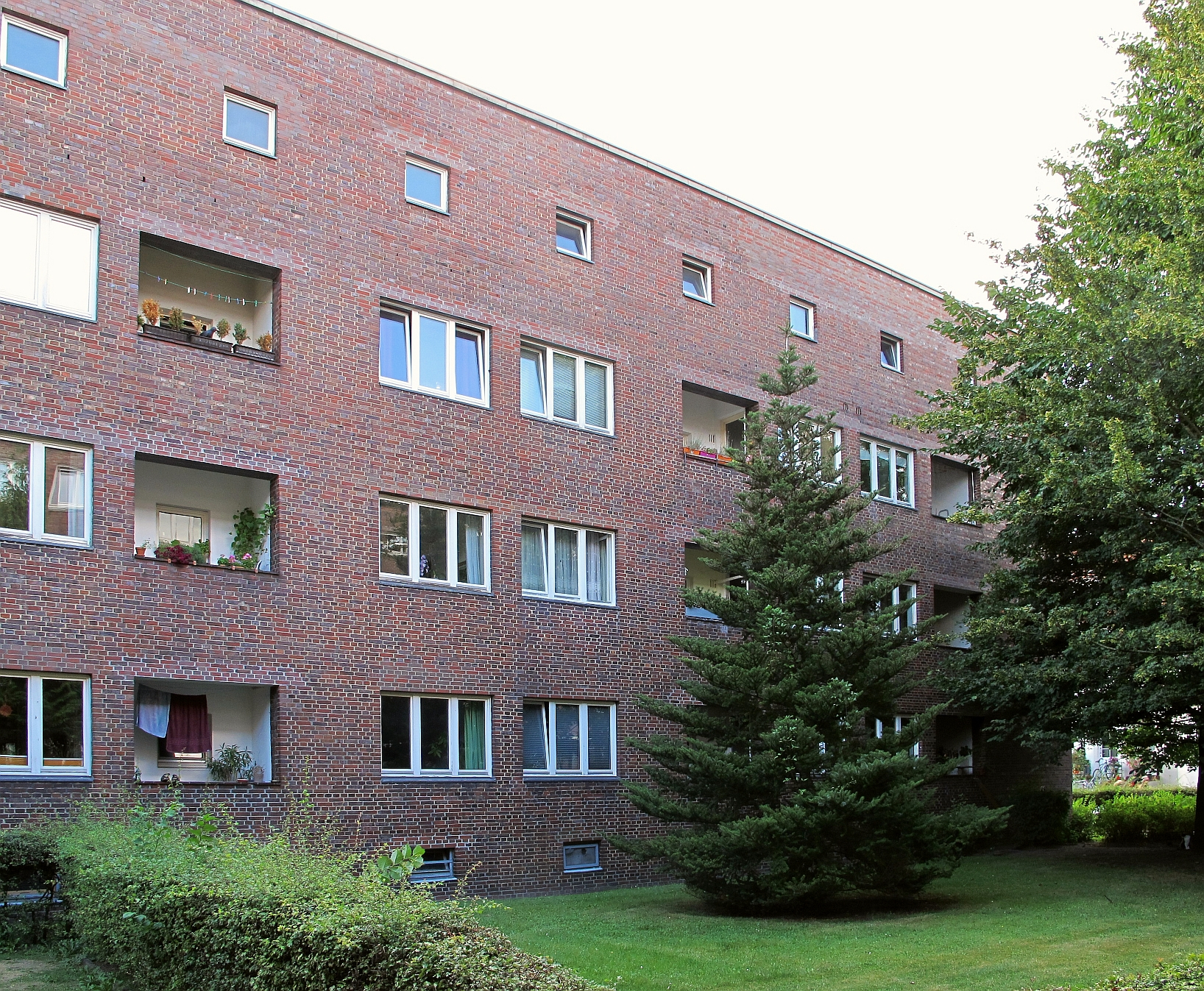
Innenhof mit Loggien
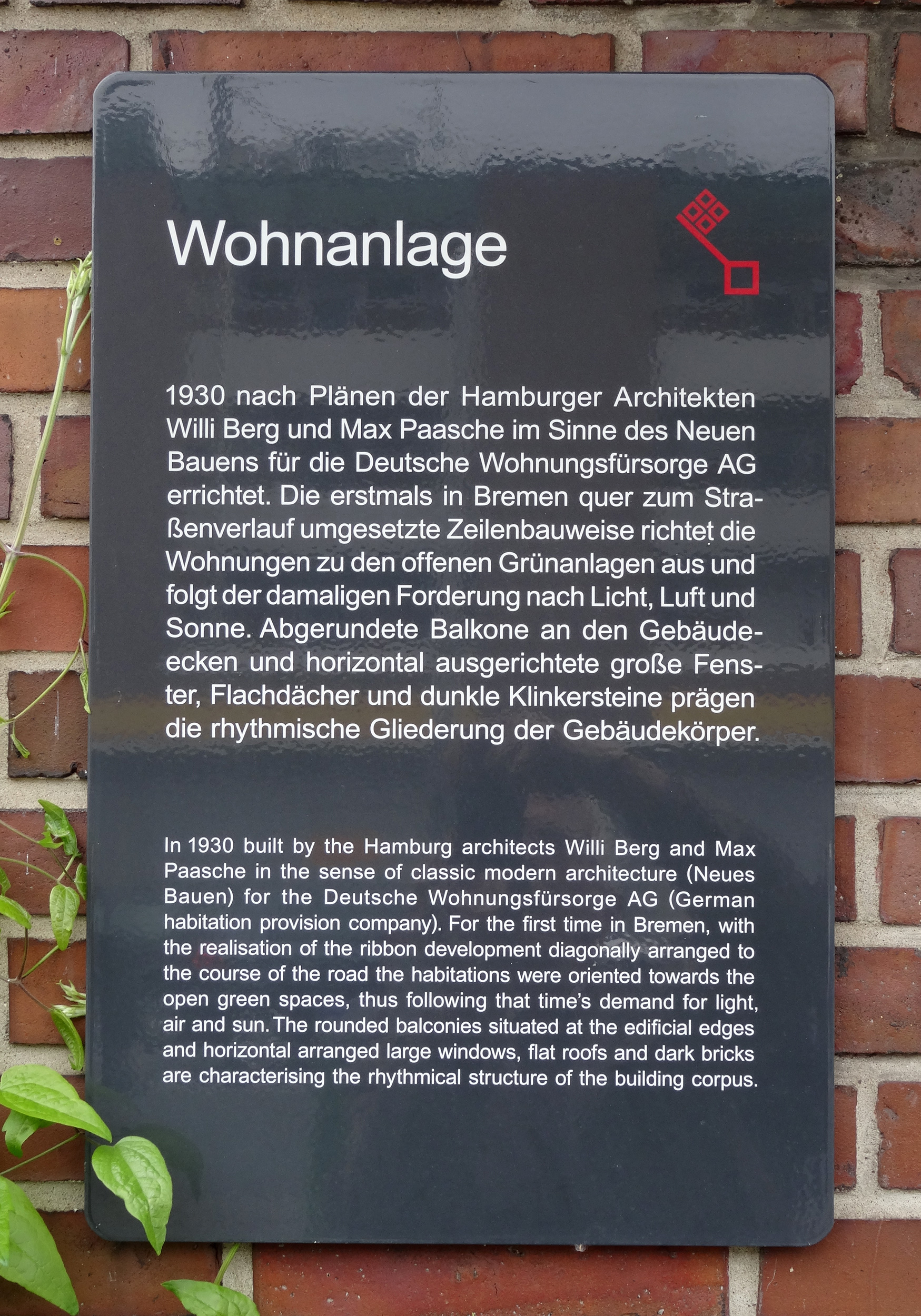
Informationstafel am Eingang Bismarckstraße 126